# Каспођо
Каспођо (итал. Caspoggio) је насеље у Италији у округу Сондрио, региону Ломбардија.
Према процени из 2011. у насељу је живело 1375 становника. Насеље се налази на надморској висини од 1075 м.

## Становништво
| 1936. | 1951. | 1961. | 1971. | 1981. | 1991. | 2001. | 2011. |
| ----- | ----- | ----- | ----- | ----- | ----- | ----- | ----- |
| 1.048 | 1.298 | 1.511 | 1.589 | 1.543 | 1.603 | 1.586 | 1.500 |